# Tlustice vejčitá
Tlustice vejčitá (Crassula ovata) je druh rostliny z čeledi tlusticovité, známý jako sukulentní pokojová rostlina. Jejím domovem je jižní Afrika, kde roste mnoho druhů, které jsou si navzájem velmi podobné. Je to velmi dlouhověká rostlina.

## Popis
Tlustice je rostlinou s robustním stonkem, oválnými a velmi masitými listy sytě zelené barvy, které jsou zásobárnou vody pro období sucha. Její stonek může připomínat kmen stromu. Jako pokojová rostlina kvete jen velmi zřídka. V přírodě kvetou starší rostliny, většina květů je bílé a nebo růžové barvy.

## Pěstování
Rostlina se dá pěstovat jako pokojová rostlina, která lze v létě umístit na balkón nebo do zahrady. V zimě dává rostlina přednost chladnější a světlejší místnosti. Ve stínu rostlina přestává růst a listy žloutnou a rostlina později zahyne. Zaléváme velmi opatrně a před další zálivkou necháme zeminu v květináči úplně vyschnout. Časté přelévání vede k zahnívání kořenů a později i stonku. Rostlina je nenáročná na hnojení. Dodávat hnojivo stačí dvakrát ročně, během vegetačního období.

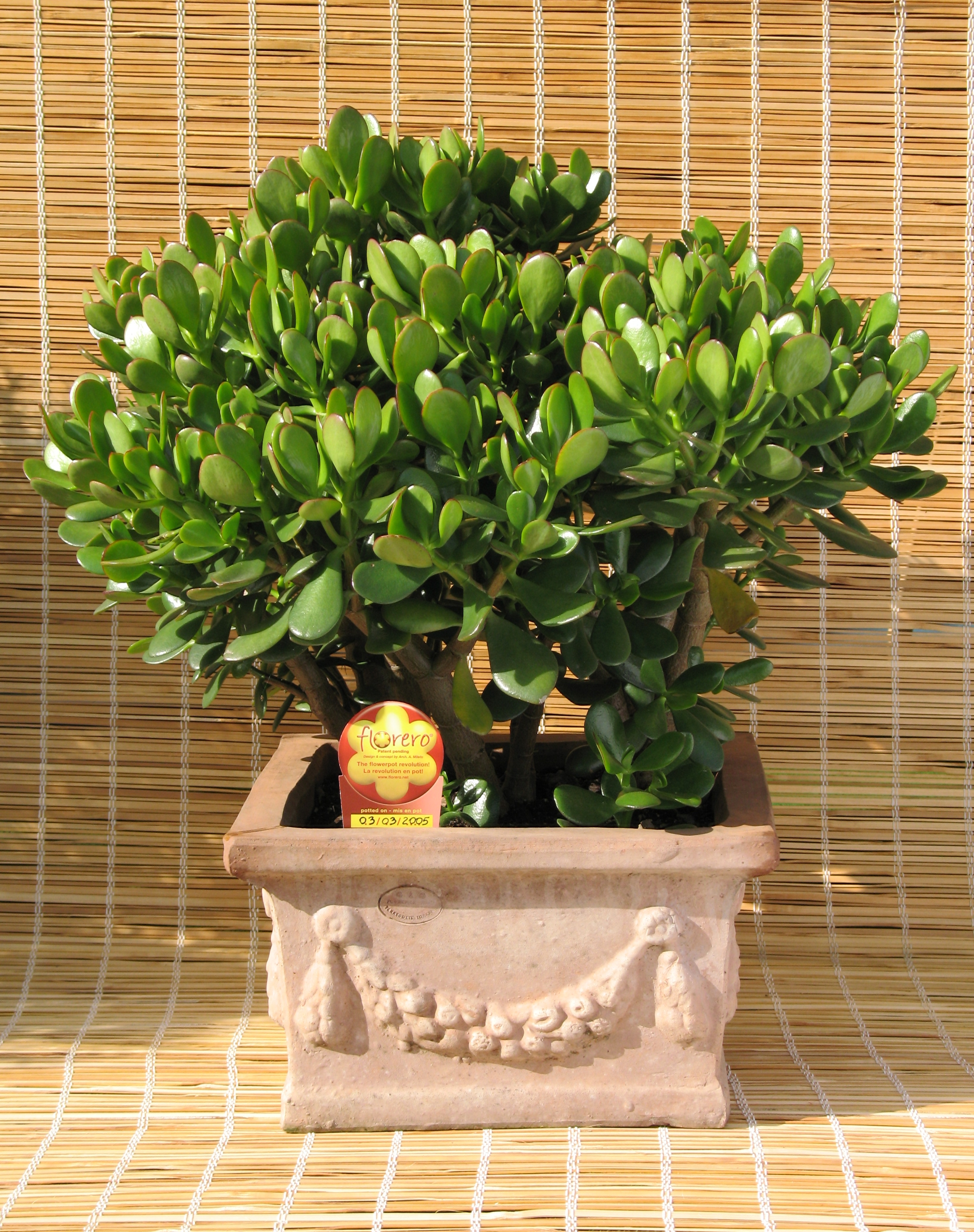
Tlustice jako bonsaj

## Přesazování a množení
Rostlinu přesazujeme kdykoliv během roku, ale pouze tehdy, nevejdou-li se kořeny do květináče. Na dno květináče vždy nasypeme hrubý písek (drenáž), aby mohla voda rychle odtékat. Starším rostlinám měníme pouze vrchní zeminu v květináči. Rostlinu množíme stonkovými řízky na jaře nebo v létě. Stonkové řízky zasadíme do misky s vlhkou rašelinou, jakmile rostlinky zakoření, můžeme je přesadit.